# Ingrid Haringa
Ingrid Roelinda Haringa (ur. 11 lipca 1964 w Velsen) – holenderska kolarka torowa i panczenistka, trzykrotna medalistka olimpijska, pięciokrotna mistrzyni świata w kolarstwie torowym.

## Kariera

### Łyżwiarstwo
Ingrid Haringa rozpoczęła swoją sportową karierę od łyżwiarstwa szybkiego. W 1982 roku zajęła piętnaste miejsce w wieloboju podczas mistrzostw świata juniorów w Innsbrucku. W tej samej konkurencji była też szósta na rozgrywanych rok później mistrzostwach świata juniorów w Sarajewie. W kategorii seniorek jej najlepszym wynikiem było czwarte miejsce podczas sprinterskich mistrzostw świata w Heerenveen w 1989 roku. Walkę o medal przegrała tam z Japonką Seiko Hashimoto. Wystąpiła także na igrzyskach olimpijskich w Calgary w 1988 roku, zajmując 15. miejsce na 500 metrów oraz 21. miejsce na dystansie 1000 metrów. Pięciokrotnie stawała na podium zawodów Pucharu Świata, jednak nigdy nie zwyciężyła. Najlepsze wyniki osiągnęła w sezonie 1986/1987, kiedy zajęła drugie miejsce w klasyfikacjach 500 i 1000 m. W obu przypadkach wyprzedziła ja tylko Bonnie Blair z USA. Była także czterokrotną mistrzynią Holandii (na 500 m w latach 1987-1988 i na 1000 m w latach 1988-1989).

### Kolarstwo
Od 1990 roku skupiła się na kolarstwie, początkowo szosowym, następnie torowym. Już w 1991 roku została mistrzynią kraju w indywidualnej jeździe na czas oraz w wyścigu punktowym. W tym samym roku wystartowała na torowych mistrzostwach świata w Stuttgarcie, zwyciężając w sprincie indywidualnym i wyścigu punktowym. W tej drugiej konkurencji zwyciężała również podczas MŚ w Walencji (1992), MŚ w Hamar (1993) i MŚ w Palermo (1994). Ponadto w 1993 roku zdobyła także srebrny medal w sprincie, rozdzielając na podium Kanadyjkę Tanyę Dubnicoff i Nathalie Even-Lancien z Francji. W 1992 roku wzięła udział w igrzyskach olimpijskich w Barcelonie, zdobywając brązowy medal w sprincie. Lepsze okazały się tylko Erika Salumäe z Estonii oraz Niemka Annett Neumann. Na rozgrywanych cztery lata później igrzyskach w Atlancie wystartowała w trzech konkurencjach. Najpierw nie ukończyła rywalizacji w szosowym wyścigu ze startu wspólnego. Następnie zajęła trzecie miejsce w sprincie, plasując się za Francuzką Félicią Ballanger i Michelle Ferris z Australii. Na koniec wywalczyła srebrny medal w wyścigu punktowym, przegrywając tylko z Nathalie Even-Lancien.
W 2001 roku zakończyła karierę.